# Main Offender
Albums de Keith Richards
Talk Is Cheap
(1988) Crosseyed Heart
(2015)
Singles
1. Wicked as It Seems
Sortie : 1992
2. Eileen
Sortie : 1993

Main Offender est le deuxième album solo de Keith Richards, membre des Rolling Stones, sorti le 19 octobre 1992 sur le label Virgin.
En mars 2022 sort une édition remastérisée de l'album avec en bonus un deuxième CD live enregistré lors de concerts à Londres en décembre 1992.

## Liste des titres

### Édition originale
| No  | Titre                                                    | Auteur                                          | Durée |
| --- | -------------------------------------------------------- | ----------------------------------------------- | ----- |
| 1.  | 999                                                      | - Keith Richards - Steve Jordan - Waddy Wachtel | 5:50  |
| 2.  | Wicked as It Seems                                       | - Richards - Jordan - Charley Drayton           | 4:45  |
| 3.  | Eileen                                                   | - Richards - Jordan                             | 4:29  |
| 4.  | Words of Wonder                                          | - Richards - Jordan - Wachtel                   | 6:35  |
| 5.  | Yap Yap                                                  | - Richards - Jordan - Wachtel                   | 4:43  |
| 6.  | Bodytalks                                                | - Richards - Jordan - Drayton - Sarah Dash      | 5:20  |
| 7.  | Hate It When You Leave                                   | - Richards - Jordan - Wachtel                   | 4:59  |
| 8.  | Runnin' Too Deep                                         | - Richards - Jordan                             | 3:20  |
| 9.  | Will but You Won't                                       | - Richards - Jordan                             | 5:05  |
| 10. | Demon                                                    | - Richards - Jordan                             | 4:45  |
| 11. | Key to the Highway (titre bonus sur l'édition japonaise) | - Charlie Segar - Big Bill Broonzy              | 3:21  |

### Réédition 2022
CD 1 : liste identique à celle de l'album original.
| 1.  | Take It So Hard         | - Richards - Jordan                  | 4:15 |
| 2.  | 999                     | - Richards - Jordan - Wachtel        | 6:45 |
| 3.  | Wicked As It Seems      | - Richards - Jordan - Drayton        | 5:14 |
| 4.  | How I Wish              | - Richards - Jordan                  | 4:31 |
| 5.  | Gimme Shelter           | - Mick Jagger - Richards             | 6:11 |
| 6.  | Hate It When You Leave  | - Richards - Jordan - Wachtel        | 6:39 |
| 7.  | Before They Make Me Run | - Jagger - Richards                  | 3:31 |
| 8.  | Eileen                  | - Richards - Jordan                  | 5:42 |
| 9.  | Will But You Won't      | - Richards - Jordan                  | 7:31 |
| 10. | Bodytalks               | - Richards - Jordan - Drayton - Dash | 6:53 |
| 11. | Happy                   | - Jagger - Richards                  | 8:28 |
| 12. | Whip It Up              | - Richards - Jordan                  | 8:33 |

## Musiciens
Sur l'album studio:
- Keith Richards - chant, guitare, basse, claviers, percussions
- Steve Jordan – chœurs, orgue, batterie, conga, percussions, castagnettes
- Waddy Wachtel – chœurs, guitare, piano, célesta
- Charley Drayton (en) – chœurs, guitare, basse, piano, orgue
- Ivan Neville (en) – basse, piano, orgue, clavecin, clavinet, vibraphone
- Sarah Dash (en), Babi Floyd, Bernard Fowler : chœurs
- Jack Bashkow, Crispin Cioe, Arno Hecht – bois sur Hate It When You Leave

## Classements hebdomadaires
| Classement (1992)             | Meilleure position |
| ----------------------------- | ------------------ |
| Allemagne (Media Control AG)  | 60                 |
| États-Unis (Billboard 200)    | 99                 |
| Pays-Bas (Mega Album Top 100) | 67                 |
| Royaume-Uni (UK Albums Chart) | 45                 |
| Suède (Sverigetopplistan)     | 43                 |

| Classement (2022)             | Meilleure position |
| ----------------------------- | ------------------ |
| Allemagne (Media Control AG)  | 4                  |
| Autriche (Ö3 Austria Top 40)  | 12                 |
| Belgique (Flandre Ultratop)   | 58                 |
| Belgique (Wallonie Ultratop)  | 152                |
| Écosse (OCC)                  | 15                 |
| Espagne (Promusicae)          | 34                 |
| Pays-Bas (Mega Album Top 100) | 55                 |
| Suisse (Schweizer Hitparade)  | 13                 |